# Бирак сир Трек
Бирак сир Трек (фр. Birac-sur-Trec) насеље је и општина у југозападној Француској у региону Аквитанија, у департману Лот и Гарона која припада префектури Марманд.
По подацима из 2011. године у општини је живело 812 становника, а густина насељености је износила 56,62 становника/km². Општина се простире на површини од 14,34 km². Налази се на средњој надморској висини од 50 метара (максималној 129 m, а минималној 28 m).

## Демографија
| 1962. | 1968. | 1975. | 1982. | 1990. | 1999. | 2011. |
| ----- | ----- | ----- | ----- | ----- | ----- | ----- |
| 597   | 617   | 590   | 628   | 636   | 672   | 812   |

График промене броја становника у току последњих година